# Soul Asylum
Soul Asylum er en amerikansk rockgruppe, der blev dannet i Minneapolis.

| Musikgruppe | Spire Denne artikel om en amerikansk musikgruppe er en spire som bør udbygges. Du er velkommen til at hjælpe Wikipedia ved at udvide den. |